# Vertikal
Vertikal è il sesto album in studio del gruppo musicale post-metal svedese Cult of Luna, pubblicato nel 2013.

## Tracce
1. The One – 2:16
2. I: The Weapon – 9:24
3. Vicarious Redemption – 18:51
4. The Sweep – 3:09
5. Synchronicity – 7:13
6. Mute Departure – 9:08
7. Disharmonia – 0:45
8. In Awe Of – 9:56
9. Passing Through – 6:03
10. The Flow Reversed (Bonus track) – 6:45

## Formazione
- Thomas Hedlund - batteria, percussioni
- Andreas Johansson - basso
- Fredrik Kihlberg - chitarra, voce
- Magnus Lindberg - batteria
- Erik Olofsson - chitarra
- Johannes Persson - chitarra, voce
- Anders Teglund - tastiere